# Christian Godard
Pour les articles homonymes, voir Godard.

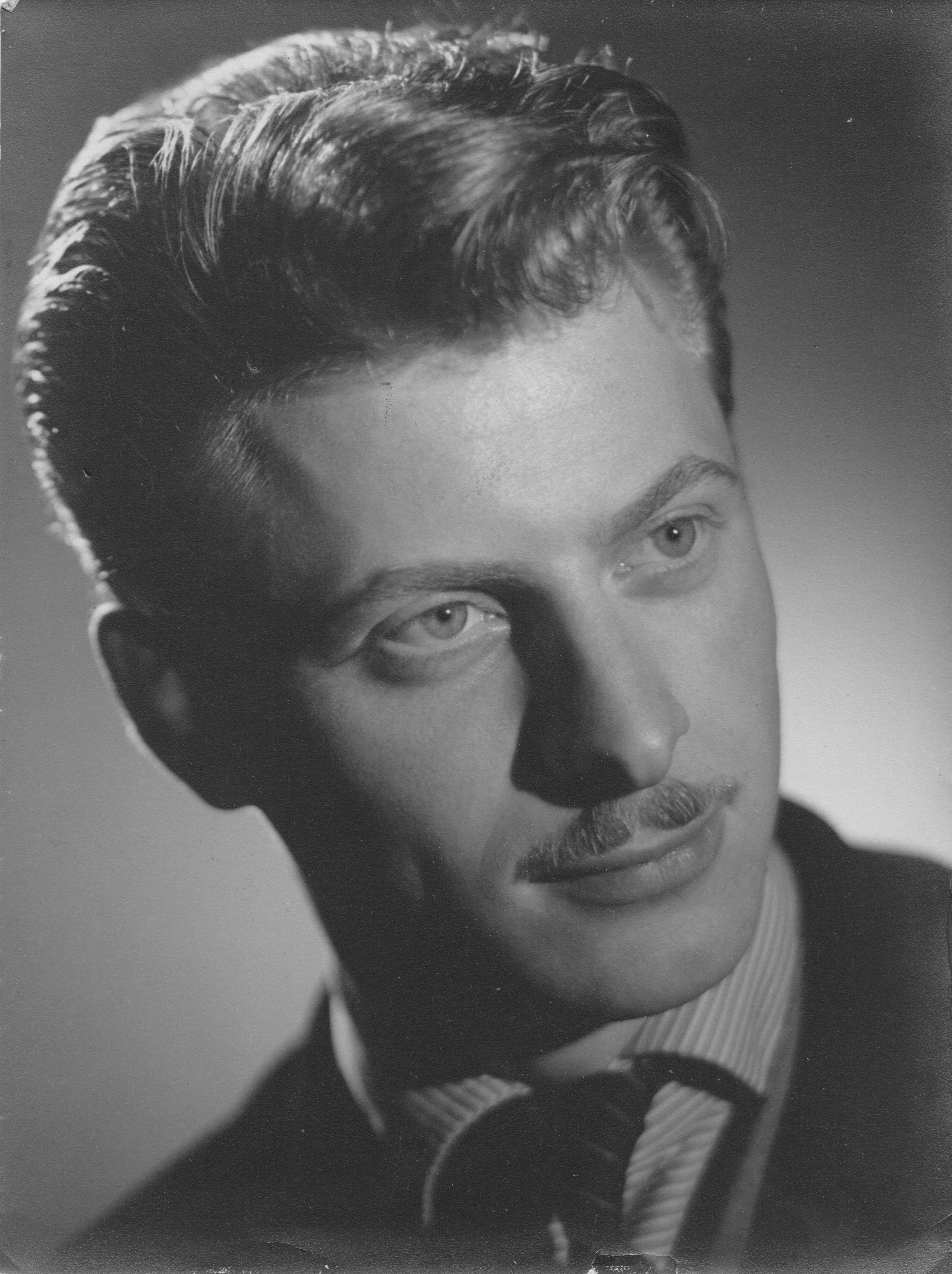

Christian Godard, né le 24 mars 1932 à Paris et mort le 6 novembre 2024 dans la même ville,, est un auteur de bande dessinée français. 
Ayant travaillé dans la quasi-totalité des hebdomadaires et mensuels francophones pour la jeunesse des années 1950 aux années 1980, il a créé de nombreuses histoires dans presque tous les genres. Il est le créateur de Norbert et Kari, Martin Milan et scénarise entre autres Le Vagabond des Limbes (avec Julio Ribera), La Jungle en folie (avec Mic Delinx), Toupet (avec Albert Blesteau). Il a une cinquantaine de séries à son actif. Son activité est toujours présente dans son blog.
Reconnu pour la qualité de son dessin comme pour la sensibilité et les qualités d'imagination dont témoignent ses scénarios, « il s'impose parmi les principaux représentants de la bande dessinée classique franco-belge ».

## Biographie

### Premières années
Né en 1932 à Paris d'un père métreur-conducteur de travaux et d'une mère ouvrière d'imprimerie qui tiendra ensuite une boutique de confiserie puis de fleuriste, Christian Godard grandit dans un quartier populaire de la capitale, près de la Porte de Saint-Ouen. Il se plonge dans les périodiques de l'époque, tels Robinson et L'Intrépide et réalise ses premières bandes dessinées. Sa famille connaissant des difficultés financières, il décide, alors qu'il est très bon élève, d'arrêter ses études à l'âge de 17 ans et souhaite se lancer dans le dessin mais il ne peut s'inscrire aux Beaux-Arts de Paris puisqu'il n'a pas passé son baccalauréat. Il enchaîne alors des petits boulots dans le secteur du bâtiment tout en pratiquant beaucoup de sport.
En 1954, il est appelé à effectuer son Service militaire à Rabat, au Maroc, alors protectorat français, où il dispense des cours d'éducation physique aux appelés, ce qui lui laisse du temps libre pour s'adonner au dessin. Christian Godard réalise ainsi plus de 300 dessins humoristiques, signés du pseudonyme Ème, et une seule planche de bande dessinée, qu'il propose aux rédactions des grands journaux humoristiques après sa démobilisation en 1954. Contre toute attente, c'est son unique planche de bande dessinée qui intéresse l'éditeur Rouff, qui lui demande de réaliser un premier récit complet destiné à être publié dans un fascicule en petit format.

### Débuts rapides et remarqués
C'est ainsi que Christian Godard débute dans la bande dessinée en 1954 avec la publication des fascicules des Aventures de Pip et Joc, signés du pseudonyme Ème, puis l'année suivante, des aventures de Bicoto marmiton, toujours pour les éditions Rouff, dont il dira « Tout ça était fait à toute vitesse, sans prétention aucune, mais ça m'a permis de gagner ma vie ». La carrière de Christian Godard est en bonne voie puisqu'entre 1954 et fin 1956, il va publier, outre ces deux séries, nombre de récits dans divers périodiques et petits formats : Poupette dans Fillette, Les Aventures de Fut-Fut et Teuf-Teuf dans Franc Jeux, Les Aventures de Flicoto dans Hoppy, des strips dans Jocko et Poustiquet, Pépin Miro dans Coq hardi, Benjamin et Benjamine dans Benjamin, Choupy et Choupinette dans Lisette, Titi Volcan, détective privé dans Pierrot Champion et L'Agence Flick contre Fantomuch dans Biribu. Cette dernière série est interrompue par la mobilisation de Christian Godard en Algérie pendant 7 mois.
À son retour d'Algérie en 1957, les dizaines de pages qu'il accumule à cette époque l'ayant fait remarquer par la rédaction de Vaillant, il débute en 1957 dans cette revue avec Gil Bagout (jusqu'en 1962), avant de créer en 1959 sa première série connaissant un certain succès : Pipsi, publiée jusqu'en 1962. Parallèlement, il reprend, à la suite de Will, le dessin des strips hebdomadaires de Lili mannequin dans Paris Flirt, écrits par René Goscinny, lequel lui laisse l'occasion d'écrire lui-même le scénario d'un grand nombre de ces strips, et crée pour IMA, l'ami des jeunes la série Tim et Anthime qui sera reprise brièvement en 1966 dans Tintin. Dès cette époque, sa production est déjà très diversifiée, de l'humour au réalisme, pour les enfants ou les adultes, sans être de grande qualité.
Il cesse cependant de collaborer à l'hebdomadaire en 1963 pour se consacrer à ses séries de Pilote. En effet, son ami René Goscinny lui propose de participer à l'aventure Pilote dès le premier numéro du magazine en lui écrivant Jacquot le mousse, puis en 1962 Les Aventures de Tromblon et Bottaclou. Cette collaboration permet à Godard de mieux charpenter ses récits, découper les actions et construire ses gags. Jean-Michel Charlier lui demandant de réaliser lui-même quelques histoires, Christian Godard crée Les Missions de l'Agent secret É.1000 en 1962, œuvre au comique grinçant où les qualités d'humoriste pur de Godard apparaissent au grand jour, bien que son dessin reste « du Greg assaisonné d'emprunts à Uderzo ». Auteur très présent dans Pilote et Vaillant, Christian Godard n'est cependant pas encore très connu.

### Un pilier de la presse hebdomadaire enfantine (1963-1974)
Le succès vient avec Norbert et Kari, série humoristique d'apparence classique mais dotée d'une originalité thématique (le duo de héros est composé d'un enfant polynésien et d'un métropolitain paresseux) et d'une atmosphère onirique qui la font se distinguer des autres publications de Pilote. De 1963 à 1969, Godard réalise une vingtaine d'histoires de cette série dans l'hebdomadaire puis de 1968 à 1970 dans son supplément Super Pocket Pilote, l'arrêt de la série dans l'hebdomadaire originel ayant été décidé.
Accaparé pendant deux ans par sa nouvelle série, Christian Godard veut cependant éviter de s'y laisser enfermer et, après avoir tenté sans succès de s'imposer dans Spirou en 1965 avec deux histoires de Toupet, il entre l'année suivante à Tintin grâce à Greg, qu'il a connu à la rédaction de Pilote et qui vient d'être nommé rédacteur en chef de Tintin, lequel lui propose d'y reprendre  quelques épisodes de Tim et Anthime, une de ses séries des années 1950, et lui fait les honneurs de la couverture du numéro dans lequel débute la publication de La Secte de l'hippocampe (no 5 du 1er février 1966 pour l'édition belge et no 908 de l'hebdomadaire du 17 mars 1966 pour l'édition française).
Greg lui laissant « carte blanche », Christian Godard crée, l'année suivante pour l'hebdomadaire jeunesse, Martin Milan, sa deuxième série à succès, qu'il développe dans un premier temps jusqu'en 1973.
En 1969, sur l'instigation de Greg, il aide Mittéï à trouver des idées pour Indésirable Désiré puis reprend avec le même auteur Modeste et Pompon, une création d'André Franquin, ce qui lui permet de se roder comme scénariste.
En 1973, il met un premier arrêt à sa collaboration avec Tintin.
C'est qu'entre temps il est également devenu un pilier de Pif Gadget, non pas tant pour son éphémère reprise de la série titre (1970-1971) que pour La Jungle en folie, série de récits courts et gags illustrés par Mic Delinx et publiés dans l'hebdomadaire communiste de 1969 à 1983. À la même époque, Godard montre son attrait grandissant pour l'écriture en publiant aux Presses de la Cité son premier roman, Pavane pour un catcheur défunt. 
Par leur liberté de forme et de ton, les histoires qu'il a publiées dans ces hebdomadaires font partie de celles qui « ont fait basculer la bande dessinée d'une mythologie enfantine vers des tentatives démystificatrices, encore timides ».

### Années 1970-1980: séries à succès et collaboration avec Julio Ribera
1975 : Le vagabond des limbes.
Godard publie directement en album chez Hachette le premier album d'Axle Munshine, dessiné par Julio Ribera, sa première série réaliste pour adultes à succès, qui mêle science-fiction, aventure, humour. Il se consacre alors de plus en plus à l'écriture de scénario, travaillant avec Pierre Le Guen puis Florenci Clavé en 1977-1978 dans Circus, et produisant à rythme soutenu les aventures du Vagabond (31 albums et 3 albums parallèles sont publiés de 1975 à 2003). 
En 1977, il renoue avec Martin Milan pour Le journal de Tintin, deux séries sont réalisées, la dernière histoire date de 1997.
En 1981, il réalise une aventure de Norbert et Kari pour Gomme ! avant un dernier album en 1989. Pour son assistant Henri Dufranne (qui avait dessiné certains Martin Milan), Godard invente pour Tintin en 1978 Pamphile et Philéas. Cependant, ces hebdomadaires jeunesse connaissent de moins en moins de succès, et cessent les uns après les autres de publier régulièrement les séries de Godard ; celui-ci se spécialise alors dans le scénario de bande dessinée pour public adulte et adolescent.
Les Chroniques du temps de la vallée des Ghlomes sont créés dans Circus en 1985 avec Ribera.
Deux albums Les dossiers de l'archange avec Clavé paraissent en 1987-1989.

### Le Vaisseau d'argent
1988, Godard crée avec Julio Ribera la maison d’édition du Vaisseau d'argent, lui permettant de mettre en valeur de nouveaux, d’anciens albums et d'autres auteurs.
Seize séries seront diffusées, le catalogue est issu en partie de chez Dargaud. Le Vagabond des Limbes est imprimé en version luxe (album no 1 à 13) et classique du no 16 à 21.
À la suite de difficultés financières le Vaisseau d'argent disparaît en 1991.
Une partie des séries sont reprises par les éditions Dargaud. Le stock des albums édités par Vaisseau d'argent (Le Vagabond des Limbes, Martin Milan et Norbert et Kari) est de nouveau commercialisé, mais un autocollant « Dargaud » recouvre le nom de l'éditeur.

### Nouvelles séries
En 1987, Christian Godard entre à Spirou, où il n'avait pas réussi à percer vingt ans  plus tôt ; Toupet, cette fois dessiné par Albert Blesteau, y est publié jusqu'en 2004 et fait l'objet de dix-sept albums. Il y scénarise également pour Clarke Les Baby-sitters" ( de 1994 à 1999). 
À l'arrêt de Toupet, il reprend seul La Jungle en folie dans le nouveau Pif Gadget, mais doit s'arrêter avec la fin du magazine en 2008.
En 1998, il scénarise la reprise d’Achille Talon, série créée par Greg : Achille Talon à la main verte, avec aux dessins Roger Widenlocher. 
Parallèlement à cette activité jeunesse, Godard devient le scénariste de très nombreux albums et séries : avec Ribera (Le Grand Scandale, Le Bras du démon, etc.), Erik Juszezak (Oki, souvenirs d'une jeune fille au pair, 1998-2003), Claude Plumail (Le Cybertueur, 1999-2004 ; Dédales, depuis 2007), Achdé (Doc Véto, 1999-2001). 
En 2002-2004, il publie les quatre volumes d’Une folie très ordinaire, série dans laquelle à chaque personnage correspond un dessinateur différent, afin de mieux mettre en valeur la multiplicité des points de vue. 
À partir de 2000, Godard réalise de nombreux travaux alimentaires, comme Les Postiers chez Bamboo (2006-2008), Jungle (scénario de Comment s'envoyer en l'air sans s'ennuyer ?, 2008), les guides chez Vents d'Ouest (en tant que dessinateur de 2003 à 2005, puis scénariste depuis 2009).
En 2015, les éditions Fordis, qui rééditent les œuvres de Jean-Michel Charlier, publient le premier épisode de la série Michel Brazier, dessiné par André Chéret et indiquent vouloir poursuivre la série en en confiant le scénario à Christian Godard. André Chéret, frappé par la maladie, met un terme à sa carrière avant d'avoir pu dessiner ce nouvel épisode. C'est finalement Mankho qui dessine le scénario de Godard pour ce second tome de Michel Brazier, intitulé Rendez-vous avec la mort, qui paraît en janvier 2019. Un nouvel album est annoncé pour 2020. Ce troisième tome paraît en fait en novembre 2019, dans lequel Christian Godard n'est pas crédité comme scénariste. Pour une raison inconnue, Godard a abandonné la série et seul Jean-Michel Charlier est mentionné comme scénariste.

## Un auteur original

### Le refus du genre
Contrairement à la plupart des auteurs jeunesse des années 1950-1970, Christian Godard a toujours refusé la logique du genre : Le Vagabond des Limbes comporte de nombreux passages humoristiques, tandis que parfois, dans Martin Milan, « l'émotion nous piège au tournant ». Ces « désamorçages » sont cependant limités au ton des histoires et n'interviennent pas au niveau de la narration elle-même, ce qui leur permet de rester efficaces.

### Humour
Dès la fin des années 1950, Godard a développé un humour propre : contrairement à René Goscinny, dont les scénarios ne s'apprécient bien que mis en rapport avec des champs culturels préexistants, Godard laisse au récit son autonomie, et le fait fonctionner grâce aux jeux langagiers et aux situations humoristiques : « En maints endroits, c'est le signifiant qui produit du signifié, et non le contraire. » Cette inventivité en fait un de ceux qui, dans les années 1960, ont tenté de « réengager les codes mêmes de la bande dessinée » mais, n'ayant ni systématisé sa loufoquerie, ni trouvé un générique commun à ses histoires courtes, il n'a pu atteindre le succès d'un Gotlib avec sa Rubrique-à-brac.

### Le nombre 13
Christian Godard indique que sa vie a toujours été placée sous le signe du nombre 13 : son père s'appelait Gustave Godard (13 lettres) et sa mère Ginette Godard (13 lettres). Lorsqu'il a cherché un pseudonyme à ses débuts, il a choisi Ème, phonétique de M, treizième lettre de l'alphabet, en espérant que cela lui porterait chance. Plus tard, il s'est aperçu que Norbert et Kari comporte treize lettres, ce qui n'était pas volontaire. C'est en revanche volontairement qu'il nomme son personnage Martin Milan, un double M, donc,.

## Œuvres
Pour cette bibliographie ont été utilisés Cance (1984), le site BDoubliées et le BDM Trésors de la bande dessinée.

### Bande dessinée

#### Dans des périodiques
- Les Aventures de Pip et Joc (sous le pseudonyme Ème)
Pip et Joc sont deux jeunes garçons, un grand blond à col roulé et un petit brun rondouillard portant un énorme nœud papillon, gagnants d'un concours leur offrant des voyages à travers le monde et entraînés dans des aventures dans un pays différent à chaque épisode.
Éditions Rouff, 7 fascicules, 1954-1955
  1. Les Aventures de Pip et Joc Pip et Joc (14 pl.), juillet 1954
  2. Pip et Joc en Afrique (14 pl.), septembre 1954
  3. Pip et Joc et le Trésor de la momie (14 pl.), octobre 1954
  4. Pip et Joc et les Pirates (14 pl.), novembre 1954
  5. Pip et Joc au pays des fakirs (14 pl.), janvier 1955
  6. Pip et Joc et le Mystère du dragon rouge (14 pl.), février 1955
  7. Pip et Joc dans la course aux millions (14 pl.), mai 1955
- Biscoto marmiton (sous le pseudonyme Ème)
Éditions Rouff, 6 fascicules, 1955-1958
  1. Les Aventures de Biscoto, juillet 1955
  2. Les Tribulations de Biscoto, octobre 1955
  3. Biscoto et le Trésor du vieux manoir, janvier 1956
  4. Biscoto et le Monstre de la forêt, avril 1956
  5. Biscoto Marmiton et le Voleur-fantôme, septembre 1957
  6. Biscoto et le Mystère du lac sauvage, janvier 1958
- Poupette
La vie quotidienne humoristique d'une petite fille
5 histoires courtes de 6 planches en noir et blanc dans des numéros spéciaux de Fillette, Société parisienne d'édition, 1954-1957
  1. Poupette aime la neige (spécial Noël 1954)
  2. Drame au chocolat (spécial Pâques 1955)
  3. Joyeux préparatifs de Noël (spécial Noël 1955)
  4. Poupette prend un faux départ (spécial vacances 1956)
  5. Oh Paméla (spécial rentrée 1957)
- Les Aventures de Fut-Fut et Teuf-Teuf, dans Franc Jeux, 13 gags, 1955
- Les Aventures de Flicoto, un récit court en noir et blanc dans le mensuel Hoppy no 3, Snip, mars 1955
- Cinq strips dans l'hebdomadaire Jocko et Poustiquet, 1955-1956
  1. Dop le caddie, no 52, octobre 1955
  2. Toine le mousse, no 60, décembre 1955
  3. Tik le boxeur, no 61, décembre 1955
  4. Dop le caddie, no 74, mars 1956
  5. Tik le boxeur, no 76, avril 1956
- L'Agence Flick contre Fantomuch (sous le pseudonyme Ème)
Les enquêtes comico-policières des détectives de l'Agence Flick à la poursuite du mystérieux malfaiteur cagoulé Fantomuch.
dans Biribu, Aventures et Voyages, puis Lancelot, Aventures & Voyages :
  1. Énigme de la banque (45 pl.), 1955
  2. Le Premier vol du tapis volant (45 pl.), 1955-1956
  3. Le Triomphe de Fantomuch (30 pl.), 1956
  4. La Revanche de Cyrill (26 pl.), 1956
  5. La Fin de Fantomuch (27 pl.), 1956 (la série est interrompue par la mobilisation de Christian Godard en Algérie)
  6. L'Hallali (13 pl.), 1962 (cet ultime épisode est réalisé par Godard, qui le signe cette fois de son nom, à son retour d'Algérie pour terminer l'histoire et clore la série en dévoilant enfin l’identité du mystérieux criminel)
- Pépin Miro, une histoire courte de 2 pl. dans Coq hardi no 10, décembre 1955
- Benjamin et Benjamine, dans Benjamin :
  1. La Statuette d'ivoire, 1955
  2. Les Pilules tragiques, 1956
- Choupy et Choupinette, dans Lisette, Éditions de Montsouris
  1. L'Étrange héritage (10 pl.), no 10, mars 1956
- Titi Volcan, détective privé (sous le pseudonyme Ème)
Le détective privé Titi Volcan ne connaît qu'une seule aventure dans Pierrot Champion du no 10 du 4 mars 1956 au no 28 du 8 juillet 1956
  1. Le Narcisse d'Argent (20 pl.), 1956
- Lili mannequin
Série de strips humoristiques hebdomadaires en noir et blanc de 3 cases sur la vie d'un mannequin de mode et de publicité.
dans Paris Flirt, du no 23 du 6 juillet 1957 au no 104 du 25 janvier 1959
Les scénarios des strips publiés dans les numéros 23 à 41 puis 100 à 104 sont de René Goscinny, les scénarios des strips publiés dans les numéros 42 à 99 sont de Christian Godard
- 2 récits de 2 planches dans le bimensuel Pistolin, sur scénario de René Goscinny, 1957-1958 :
  1. L'Album à colorier, no 70, décembre 1957
  2. La Potion magique, no 71, janvier 1958
- Les Aventures de Tim et Anthime
Deux amis, un grand brun mince et un petit blond rondouillard, sont mêlés malgré eux à des aventures étranges
dans Ima, Éditions Mondiales, puis L'Intrépide (la série figure en couverture chaque semaine où une première planche est publiée) :
  1. Le Baigneur baladeur (30 pl.), 1957
  2. Le Génie de Verteboue (36 pl.), 1957-1958
  3. Le Royaume des sans -visages (36 pl.), 1958
  4. L'Hippocampe noir (18 pl.), 1958
  5. Chauve qui peut (18 pl.), 1958
  6. Poison à foison (18 pl.), 1958
  7. Schprountz égale schwmurtz (18 p.), 1958
  8. Ça carbure dur (18 pl.), 1958-1959 (Ima cessant de paraître après la publication des trois premières planches, la suite du récit est publiée dans L'Intrépide)
- Gil Bagout
Gil Bagout est avocat et travaille avec son secrétaire, Aubépin. Tout d'abord récits policiers humoristiques, la série évolue vers le gag pur, le personnage gaffeur d'Aubépin prenant la vedette
dans Vaillant :
  1. Le Diadème d’Orîsis (3 p.), 1957
  2. L’Héraclius aux huit rayons (3 p.), 1957
  3. Silence ! On tourne… (3 pl.), 1958
  4. Le Chant des oiseaux (2 pl.), 1959
  5. Peinture au pistolet (30 pl.), couverture de Vaillant no 741, 1959
  6. Beaucoup de bruit pour rien (2 pl.), 1960
  7. Fais moi peur ! (2 pl.), 1960
  8. Un pépin pour Aubépin… (1,5 pl.), 1961
  9. Cet homme est dangereux (2 pl.), 1961
  10. Aubépin a des visions (2 pl.), 1961
  11. Gil Bagout et Aubépin (2 pl.), 1962
  12. Gil et Aubépin en pique–nique (2 pl.), 1962
  13. Gil et Aubépin se dérouillent (2 pl.), 1962
  14. Gil et Aubépin à la pêche (2 pl.), 1962
- 5 récits courts dans Vaillant, 1958-1963
- Stef et Stéphane, dans Heures claires
  1. Le Mas du démon, 2 strips par semaine, du no 112 au no 126, 1959
- Jacquot le mousse
(dessin), avec René Goscinny (scénario)
Jacquot est mousse sur le S.S. Bouchon, un vieux cargo aussi déglingué que son équipage, qui doit transporter une cargaison de caisses d'oranges, dans lesquelles sont en fait dissimulées des armes destinées à soutenir la révolution d'un pays d'Amérique du sud. La cargaison étant tombée à l'eau, l'équipage la remplace et livre ainsi des oranges au Général Capisto…
dans Pilote, 30 planches, du no 1 du 29 octobre 1959 au no 30 du 19 mai 1960
- La Randonnée de Fnafnaf et du docteur Frigoric, (dessin), avec René Goscinny (scénario)
bandes publicitaires pour la marque Frigidaire
dans l'hebdomadaire Les Bonnes Soirées, 1959
- Pipsi
Pipsi est une jeune actrice de cinéma, entourée de son réalisateur, Grosplan, et d'un collègue acteur, Pétarzan, qui vit tout d'abord de courts récits humoristiques de 3 planches, puis deux aventures en une trentaine de planches, après quoi la série change totalement de registre pour devenir une série familiale en courts gags d'une planche dans laquelle le monde du cinéma a disparu, remplacé par les parents de Pipsi et son frère, Toine.
dans Vaillant, 65 récits courts et gags, 1959-1962
  1. La Revanche de l’orpheline (scénario de René Goscinny), 1959
  2. Pipsi dans la jungle (scénario de René Goscinny) (+ couverture de Vaillant no 765), 1960
  3. Le Kidnapping de Pipsi (scénario de René Goscinny), 1960
  4. Préhistoire de rire (scénario de René Goscinny), 1960
  5. Pipsi reste en plan (+ couverture de Vaillant no 771), 1960
  6. Ciel ! Un fantôme…, 1960
  7. Le Terriblodocus, 1960
  8. Menace au studio (scénario de René Goscinny) (+ couverture de Vaillant no 778), 1960
  9. Un drôle de numéro, 1960
  10. Pipsi dans le labyrinthe, 1960
  11. Le Bracelet de vermeil (20 pl.) (+ couverture de Vaillant no 787), 1960
  12. L’Île aux zombis (29 pl.), 1960
  13. à 50. : 37 gags hebdomadaires d'une planche, du no 832 au no 886, 1961-1962
- Les Nouvelles Aventures de Pip et Joc (sous le pseudonyme Ème puis sous son nom)
Godard reprend les personnages de ses premières bandes dessinées de 1954, le temps d'une aventure dans l'antique cité égyptienne d'Athribis
dans Kris le shérif, Aventures et Voyages, en 5 parties de 13 planches chacune, 1961
  1. Le Secret d'Athribis, no 12, mai 1961
  2. Le Peuple disparu, no 13, juin 1961
  3. Le Désert de la soif, no 14, juillet 1961
  4. Le Royaume d'Athribis, no 15, août 1961
  5. La Justice de Senousret, no 16, septembre 1961
- Tonton Lachance
Série de gags de 1,5 à 3 planches en noir et blanc avec trames grises sur les aventures de Lachance, un vieil homme qui, comme son nom l'indique, a toujours eu de la chance, ce qu'il considère comme une malédiction à laquelle il cherche à échapper, étant devenu clochard pour éviter la fortune, sans succès.
dans Vaillant, 15 récits courts, 1961-1963
- Les Missions de l'agent secret E-1000, dans Pilote, 9 récits courts pour 58 planches, du no 119 de février 1962 au no 394 de mai 1967
- Tromblon et Bottaclou (dessin), avec René Goscinny (scénario), dans Pilote, 8 récits courts, 1962-1963
- Célestin, dans Record, 1963-1964
  1. L'Inestimable Célestin (10 pl.), no 15), mars 1963
  2. La Tiare des Lagouth-Honet (10 pl.), no 29), mai 1964
- Norbert et Kari, dans Pilote :
  1. Taitouamotus l'atoll du silence, 1963
  2. Le Dictateur de Taratahah, 1963-1964
  3. La Caye aux barbus, 1964
  4. Opération Madrépores, 1964
  5. Le Gugusse et les petits mutins, 1964-1965
  6. Aïu pupu au pays des hommes nature, 1965
  7. L'Exilé des Galapagos, 1965
  8. Du rififi au pays des otaries, 1965-1966
  9. Bombinette et bamboula, 1966
  10. Le Maître des abysses, 1966
  11. Le Peuple des Dito, 1966-1967
  12. L'Élection, 1967
  13. L'Île aux monstres, 1967-1968
  14. Opération terre brûlée, 1968
  15. La Pierre de nulle part, 1968-1969
  16. Le Souffle de l'enfer, 1969
  17. Le Royaume d'Astap, 1969
- Une trentaine de récits courts et gags, parfois comme scénariste seul, dans Pilote, 1963-1984
- Tim et Anthime, dans Tintin :
  1. La Secte de l'hippocampe, 1966
  2. Chauve qui peut !, 1966
- Toupet, dans Spirou, 2 récits courts, 1965-1966
- Norbert et Kari, dans Super Pocket Pilote, sept récits courts, 1968-1970
- 10 récits courts et gags dans Super Pocket Pilote, 1968-1969
- 6 récits courts dans Tintin, dont un comme scénariste seul, 1966-1967
- Martin Milan dans Tintin, 6 récits courts 1967-1973, et :
  1. Destination… guet-apens, 1969
  2. Les Clochards de la jungle, 1970
  3. Églantine de ma jeunesse, 1970-1971
  4. L'Émir aux sept bédouins, 1971
  5. Les Hommes de la boue, 1972
  6. Mille ans pour une agonie, 1977
  7. Adeline au bout de la nuit, 1978[Note 3]
  8. L'Enfant à la horde, 1979-1980
  9. Une Ombre est passée, 1981
  10. L'Ange et le surdoué, 1984
- Modeste et Pompon (scénario), avec Mittéï (dessin), dans Tintin, 164 gags et récits courts, 1969-1973 ; dans Tintin Sélection, 8 récits courts, 1969-1970
- Indésirable Désiré (scénario), avec Mittéï, dans Tintin deux  récit court en 1969 et 1972 (dans Tintin Sélection) et :
  1. En avant la musique !, 1970
- 206 gags et un récit court de La Jungle en folie (scénario), avec Mic Delinx (dessin), dans Pif Gadget, 1969-1986 et :
  1. Manbo zizi Panda, 1981
- Martin Milan, dans Tintin Sélection, 3 récits courts et une histoire illustrée, 1969-1972
- 10 récits courts de Pif (scénario), avec Louis Cance (dessin), dans Pif Gadget, 1970-1971
- Le Vagabond des Limbes (scénario), avec Julio Ribera (dessin), dans Circus :
  1. L'Empire des soleils noirs, 1975
  2. Les Charognards du cosmos, 1975-1976
- 4 chapitres (scénario), avec Julio Ribera de L'Histoire de France en BD, 1976-1977
- La Vie d'artiche (scénario), avec Pierre Le Guen (dessin), dans Circus, 1977-1978
- La Bande à Bonot (scénario), avec Florenci Clavé, dans Circus, 1978
- Le Vagabond des Limbes (scénario), avec Julio Ribera (dessin), dans Pilote :
  1. L'Alchimiste suprême, 1978
  2. Quelle réalité papa ?, 1979
  3. La Guerre des bonkes, 1980
  4. Pour trois grains d'éternité, 1981
  5. Le Dernier Prédateur, 1983
  6. Le Masque de Kohm, 1984
- Pamphile et Philéas (scénario), avec Henri Dufranne (dessin), dans Tintin, 6 récits courts, 1978-1986, et Le Monstre végétarien, 1983
- Martin Milan, dans Super Tintin, 5 récits courts, 1978-1984
- Pamphile et Philéas (scénario), avec Henri Dufranne (dessin), dans Super Tintin, 4 récits courts, 1979-1984
- 3 récits courts (dont deux comme scénariste), dans Super Tintin, 1979-1982
- Norbert et Kari : Un Empire sur pilotis, dans Gomme !, 1981
- Trois récits courts (scénario), avec Derib (dessin), dans Tintin, 1981-1986
- Les Ghlomes (scénario), avec Julio Ribera (dessin), dans Charlie Mensuel, 1985-1986
- Les Dossiers de l'archange : Mémoires d'outrefois (scénario), avec Florenci Clavé (dessin), dans Circus, 1987
- Toupet (scénario), avec Albert Blesteau (dessin), dans Spirou, 330 gags et récits courts, 1987-2004
- 15 scénarios d'histoires courtes dans Spirou, 1993-2002
- Les Baby-sitters (scénario), avec Valda (dessin), 26 récits courts, 1994-1999
- Vie de chiens (scénario), avec Frantz Duchazeau (dessin), 16 récits courts, 1998-1999
- Les Nouvelles Aventures de la Jungle en folie, dans Pif Gadget, 11 récits courts, 2004-2008
- Pamphile et Philéas (scénario), avec Henri Dufranne (dessin), dans Pif Gadget, 2 récits courts, 2006

#### Albums
- Les Aventures de Pip et Joc autour du monde (sous le pseudonyme « Ème »), Éditions Rouff, reliure des 7 fascicules parus, 1955
- La Randonnée de Fnaffnaf et du docteur Frigoric, album publicitaire pour Frigidaire, 1959.
- L'Indésirable Désiré : En avant la musique ! (scénario), avec Mittéï (dessin), Le Lombard, coll. « Vedette », 1971
- Martin Milan, Le Lombard, coll. « Vedette », 5 volumes, 1971-1975
- La Jungle en folie (scénario), avec Mic Delinx (dessin), Rossel puis Dargaud, 20 volumes, 1973-1988
- Les Missions de l'agent E.1000, Glénat, 1974
- Norbert et Kari, Hachette, Glénat et Le Vaisseau d'Argent, 9 volumes, 1974-1989
- Mister Magoo, Hachette, 1974
- Le Vagabond des Limbes (scénario), avec Julio Ribera (dessin), Hachette, Dargaud et Le Vaisseau d'Argent, 31 volumes, 1975-2003
- En complément du vagabond des limbes:
  - Le Fils de l'Orfèvre, avec Julio Ribera (dessin), éditions Soleil, 1995, 1 tome paru: c'est l'enfance d'Axle Munshine
  - Une enfance éternelle, avec Carlos Giménez (dessin), 1 tome paru en 1990, éditions Le Vaisseau d'Argent: c'est l'enfance de Musky
  - Les 13 Transgressions, co-scénarisé avec L.F. Bollée, avec Al Coutelis ((dessin)), 1 tome paru en 1990, éditions Le Vaisseau d'Argent
- Tromblon et Bottaclou (dessin), avec René Goscinny (scénario), Glénat, 1976
- Communication et civilisation, Rhône-Poulenc, 1976
- Martin Milan, Dargaud, 13 volumes (dont 8 inédits [?]), 1978-1997
- La Bande à Bonnot (scénario), avec Florenci Clavé (dessin), Glénat, 1978[17]
- Les Aventures de Modeste et Pompon (scénario), avec Mittéï (dessin), Horus, 6 volumes, 1979
- La Vie d'artiche (scénario), avec Pierre Le Guen (dessin), Glénat, 1979
- Cailloux blancs, Ludovic Trihan éditeur, 1981. Contient diverses histoires alors inédites en album
- Tim et Anthime: La secte de l'Hippocampe suivi de Poison à foison, Bédéscope, 1983
- Chroniques du temps de la vallée des Ghlomes (scénario), avec Florenci Clavé et Julio Ribera (dessin), Dargaud, Le Vaisseau d'Argent et Soleil, 4 volumes, 1985-1996
- Les Dossiers de l'Archange (scénario), avec Florenci Clavé (dessin), 1987 :

1. Mémoires d'outrefois, 1987
2. La Mort en différé, 1989

- L'Homme qui croyait à la Californie (scénario), avec Derib (dessin), Le Lombard, coll. « Histoires et Légendes », 1987
- Toupet (scénario), avec Albert Blesteau (dessin), Dupuis, 18 volumes, 1989-2007
- Le Grand Manque (scénario), avec Julio Ribera (dessin) :

1. Le Grand Manque, Le Vaisseau d'Argent, 1989
2. Pour trois gouttes de rosée, Soleil Productions, 1993

- Je suis un monstre (scénario), avec Julio Ribera (dessin), Glénat, 1993
- Le Grand Scandale (scénario), avec Julio Ribera (dessin), Dargaud :

1. New York, 1994
2. Las Vegas, 1994
3. San Francisco, 1995
4. New Orleans, 1997

- Le Bras du démon (scénario), avec Julio Ribera (dessin), Soleil :

1. À l'étranger qui m'habite, 1996
2. Voyage en hérésie, 1997

- Les Baby-sitters (scénario), avec Valda (dessin), Dupuis, coll. « Humour libre », 3 volumes, 1997-1999
- Oki, souvenirs d'une jeune fille au pair (scénario), avec Erik Juszezak (dessin), Glénat, coll. « La Loge noire », 6 volumes, 1998-2003
- Achille Talon t. 43 : Achille Talon a la main verte (scénario), avec Roger Widenlocher (dessin), Dargaud, 1998
- Le Cybertueur (scénario), avec Claude Plumail (dessin), Glénat, coll. « Bulle noire », 5 volumes, 1999-2004
- Doc Véto (scénario), avec Achdé (dessin), Dargaud :

1. 30 millions d'ami-maux, 2000[18]
2. Dites Trente-Wouah !, 2001
3. Bêtes de scène, 2002

- Le guide… (dessin), avec Jacky Goupil (scénario), Vents d'Ouest, coll. « Humour » :

1. Le guide du mariage, 2002
2. Le guide du ras-le-bol, 2004
3. Le guide des voisins, 2005

- Une folie très ordinaire (scénario), avec Franck Bonnet et Alain Mounier, Glénat, coll. « Bulle noire » :

1. Lewis Anderson, avec également Christian Rossi (dessin), 2002[19]
2. Ewane Nagowitch, avec également Philippe Jarbinet et Emmanuel Moynot (dessin), 2002
3. Frazer Harding, avec également Philippe Jarbinet (dessin), 2003
4. Elmer Tanner, avec également Philippe Jarbinet et Claude Plumail (dessin), 2004

- Les Postiers (scénario), avec Boris du Vigan (dessin), Bamboo, coll. « Humour job », 3 volumes, 2006-2008
- Dédales (scénario), avec Claude Plumail (dessin), Glénat, coll. « Grafica » :

1. Le Manuscrit, 2007
2. Loin devant, jamais, 2009

- D-Day (scénario), avec Fred Marshall (dessin), Glénat, coll. « Vécu » :

1. Overlord, 2008

- Comment s'envoyer en l'air sans s'ennuyer ? (scénario), avec Éric Miller (dessin), Jungle, 2008
- Le Guide….  (scénario), Vents d'Ouest, coll. « Humour » :

1. Le Guide des fonctionnaires en BD !, avec Cédric Ghorbani (dessin), 2009
2. Le Guide des sportifs en BD !, avec Cédric Ghorbani (dessin), 2010
3. Le Guide de la fête en BD !, avec Cédric Ghorbani (dessin), 2010
4. Le Guide des mômes, avec Juan (dessin), 2011
5. Le Guide des frères et sœurs, avec Cédric Ghorbani (dessin), 2011
6. Le Guide des 18 ans, avec Marmou (dessin), 2012

- Quelle famille formidable ! (scénario), avec Jacky Goupil (scénario), Jean-Christophe Grenon et Tybo (dessin), Vent d'Ouest, 2016
- Michel Brazier, t. 2 Rendez-vous avec la mort, avec Mankho (dessin), Fordis, 2019

### Littérature
- Pavane pour un catcheur défunt, Presses de la Cité, coll. « Mystère », 1972.

## Prix et récompenses
- 1974 : Prix du scénariste français au festival d'Angoulême
- 1977 : Prix de la meilleure œuvre réaliste française au festival d'Angoulême pour Le Vagabond des Limbes t. 2 (avec Julio Ribera)
- 1979 : Prix Saint-Michel du meilleur scénario humoristique pour Adeline du bout de la nuit (Martin Milan, t. 3)